# Jim Thijs
Jim Thijs (13 de junio de 1980) es un deportista belga que compitió en triatlón. Ganó una medalla de bronce en el Campeonato Europeo de Triatlón Campo a Través de 2014.

## Palmarés internacional
| Campeonato Europeo | Campeonato Europeo | Campeonato Europeo | Campeonato Europeo |
| Año                | Lugar              | Medalla            | Prueba             |
| ------------------ | ------------------ | ------------------ | ------------------ |
| 2014               | Cerdeña (Italia)   | Medalla de bronce  | Individual         |